# 閻復
閻 復（えん ふく、1236年 - 1312年）は、モンゴル帝国（大元ウルス）に仕えた漢人官僚の一人。字は子靖（子静）。真定府真定県の出身。東平四傑の一人に数えられる。

## 概要
閻復の先祖は平陽府和川県の住人であったが、祖父の閻衍が金朝に仕えて戦没し、父の閻忠は兵乱を避けて山東地方の博州高唐県に移住した。閻復は生まれた時に奇光が部屋を照らしたとの逸話があり、7歳より読書を始めて長ずると東平府学に入った。東平では著名な儒者の康曄に師事し、東平を支配する厳実の要請を受けて元好問が課した試験に主席で合格した。この時選ばれた徐琰・李謙・孟祺ら4名は、東平四傑と評されている。
1259年（己未）、はじめて東平行台の書記を掌握し、御史掾の地位に就いた。1271年（至元8年）、王磐の推薦を得て翰林応奉、ついで会同館副使・兼接伴使の地位に就いた。このころ、クビライが上都に移動する時に詩2編を制作したところ、クビライはその出来映えに感嘆し、側近のコルコスンに「このような才がありながら、なぜ重用しないのか」と語ったとの逸話がある。その後、1275年（至元12年）には翰林修撰、1277年（至元14年）には僉河北河南道提刑按察司事、1279年（至元16年）には翰林直学士、1282年（至元19年）には侍講学士、1283年（至元20年）には集賢侍講学士、同領会同館事をそれぞれ歴任した。
1286年（至元23年）には翰林学士となり、しばしばクビライの側近くに召し出されて重用されるようになった。1291年（至元28年）、サンガの失脚に伴って尚書省の廃止・中書省の復活が行われたため、閻復も中書省の高官となることを請われたが辞退し、代わりに浙西道粛政廉訪使に任じられた。ところが、かつてサンガが自らを讃える碑文を翰林に作らせようとしており、これに関わったことを理由に閻復は免官されてしまった。
1294年（至元31年）、クビライが死去してテムルがオルジェイトゥ・カアンとして測位すると、閻復も再び召し出されて集賢学士の地位を与えられた。1295年（元貞元年）には宣聖廟学の建設や、曲阜の孔子廟の復興に携わった。1297年（元貞3年/大徳元年）、2月27日に彗星が観測された際には多くの上疏を行って採用され、また翰林学士の地位に移った。1298年（大徳2年）には楮幣万貫を下賜され、1300年（大徳4年）にはオルジェイトゥ・カアンより中書左丞相の人選を問われてハルガスンを推薦したとの逸話がある。また同年中には翰林学士承旨に昇格となっている。
1307年（大徳11年）春、オルジェイトゥ・カアンが死去してカイシャン（武宗クルク・カアン）が即位した時には、『名器を惜しみ、賞罰を明らかにし、人材を択ぶ』という三事を伝えたという。また、このころ平章政事に任じられ、閻復はこれを辞退するも許されなかった。その後、クルク・カアンが急死してその弟のアユルバルワダ（仁宗ブヤント・カアン）が即位し、閻復を召し出そうとするも、既に病にかかっておりこれを辞退した。1312年（皇慶元年）3月に77歳にして死去し、文康と諡された。